# Elezioni parlamentari negli Stati Federati di Micronesia del 2017
Le elezioni parlamentari negli Stati Federati di Micronesia del 2017 si sono tenute il 7 marzo, insieme a un referendum sulla concessione della doppia cittadinanza.
Sebbene l'emendamento proposto per concedere la doppia cittadinanza sia stato approvato dalla maggioranza degli elettori, non ha passato la soglia elettorale del 75% a favore in tre dei quattro Stati.

## Sistema elettorale
I 14 membri del Congresso sono eletti in due modi: dieci sono eletti in collegi uninominali con il sistema first-past-the-post per un mandato di due anni, mentre i quattro senatori straordinari sono eletti sulla base di uno di ciascuno Stato, per un mandato di quattro anni.
Dopo le elezioni, il presidente e il vicepresidente sono eletti dal Congresso, permettendo la candidatura solo ai quattro senatori straordinari.

## Risultati

### Congresso
| Stato                    | Membro eletto             |
| ------------------------ | ------------------------- |
| Chuuk                    | Tiwiter Aritos            |
| Chuuk                    | Victor Gouland            |
| Chuuk                    | Florencio Singkoro Harper |
| Chuuk                    | Doresio Konman            |
| Chuuk                    | Robson Romolow            |
| Kosrae                   | Paliknoa K. Welly         |
| Pohnpei                  | Esmond Moses              |
| Pohnpei                  | Dion G. Neth              |
| Pohnpei                  | Femy S Perman             |
| Yap                      | Isaac V. Figir            |
| Source: Kaselehile Press |                           |

### Referendum
L'emendamento costituzionale per concedere la doppia cittadinanza è passato in tutti e quattro gli stati, ma ha superato la soglia del 75% solo a Kosrae.
| Stato                                        | A favore | A favore | Contro | Contro |
| Stato                                        | Voti     | %        | Voti   | %      |
| -------------------------------------------- | -------- | -------- | ------ | ------ |
| Chuuk                                        | 12,735   | 61       |        | 39     |
| Kosrae                                       | 2,694    | 85       |        | 15     |
| Pohnpei                                      | 14,344   | 70.21    |        | 29.79  |
| Yap                                          | 1,563    | 52       |        | 48     |
| Totale                                       | 31.336   |          |        |        |
| Source: Kaselehile Press, Democrazia Diretta |          |          |        |        |